# Руська Тростянка
Руська Тростянка (рос. Русская Тростянка) — село у Острогозькому районі Воронезької області Російської Федерації.
Населення становить 405  осіб. Входить до складу муніципального утворення Шубинське сільське поселення.

## Історія
Населений пункт розташований у межах суцільної української етнічної території, частини Східної Слобожанщини. До Перших визвольних змагань належав до Воронезької губернії.
Згідно із законом від 15 жовтня 2004 року входить до складу муніципального утворення Шубинське сільське поселення.

## Населення
| 2000 | 2005 | 2010 |
| ---- | ---- | ---- |
| 463  | ↘373 | ↗405 |